# مشكلة ثقب المفتاح

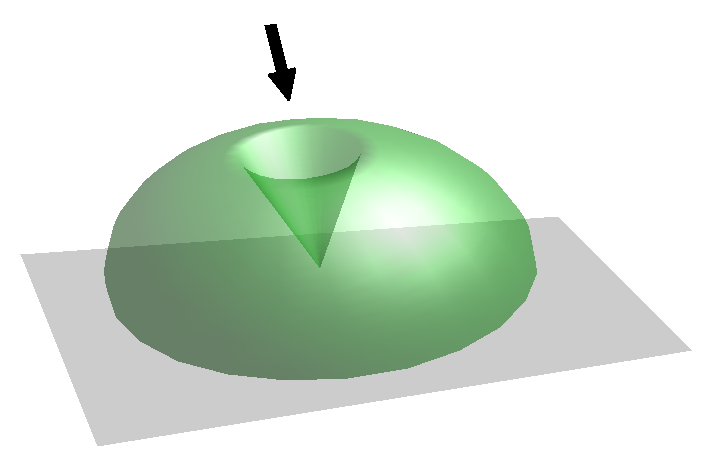
يوضح الحجم الأخضر المساحة المرئية المحدودة بسبب مشكلة ثقب المفتاح. يشير السهم إلى "ثقب المفتاح" باعتباره حجمًا غير مرئي من السماء.

تشير مشكلة ثقب المفتاح، في سياق علم الفلك، إلى الصعوبة التي تواجهها المقاريب (تلسكوبات) من النوع السمتي الارتفاعي أو أنظمة الهوائيات وذوات المحورين في عبور سمت الرأس.

## منطقة السماء المرئية
لتتبع الأجسام السماوية أثناء تحركها عبر السماء تدور هذه الأنظمة على محورين. لتغطية نصف الكرة الأرضية الكامل للسماء المرئية يمكن لمقراب التلسكوب أن يكون له نطاق سمتي بزاوية 360 درجة ونطاق ارتفاع من 0 إلى 90 درجة. لتصور هذا الشكل تخيل رسم ربع دائرة يمتد من الأفق إلى الأعلى منك مباشرة وتدور حول المحور الرأسي. من ناحية أخرى إذا كان نطاق ذات المحورين يتراوح من 0 إلى أقل بقليل من 90 درجة فإن التلسكوب غير قادر على رؤية منطقة السماء.

## سلوك ذات المحورين
يتضمن الاختلاف في مشكلة ثقب المفتاح تحديد سلوك ذات المحورين بنطاق سمت الدائرة الكاملة وما لا يقل عن 90 درجة ولكن أقل من نطاق ارتفاع 180 درجة. تخيل قمر صناعي على مسار مداري يعبر بشكل مباشر فوق. إذا كان المنحنى يميل إلى تتبع الكائن من الأفق ولكن يجب أن يتوقف عند 90 درجة فيجب على المقراب بأكمله أن يتحرك 180 درجة لمتابعة الكائن من السمت إلى الأسفل إلى الأفق المعاكس. هذه هي الصعوبة في الكثير من الأحيان في إنشاء خوارزميات التتبع الآلي السلس.